# Xã Adams, Quận Dallas, Iowa
Xã Adams (tiếng Anh: Adams Township) là một xã thuộc quận Dallas, tiểu bang Iowa, Hoa Kỳ. Năm 2010, dân số của xã này là 1.349 người.